# 阿兰斯
阿兰斯（法語：Alleins，法語發音：[alɛ̃s]）是法国普罗旺斯-阿尔卑斯-蓝色海岸大区罗讷河口省的一个市镇，属于阿尔勒区。

## 地名
该地名“Alleins”发音为[alɛ̃s]，末尾字母“s”发音，《世界地名翻译大辞典》与《世界地名译名词典》将其误译作“阿兰”。

## 地理
阿兰斯（43°42'14"N, 5°9'42"E）面积16.78 平方千米，位于法国普罗旺斯-阿尔卑斯-蓝色海岸大区罗讷河口省，该省份为法国东南部沿海省份，北起沃克吕兹省，西接加尔省，南濒地中海，东临瓦尔省。
与阿兰斯接壤的市镇（或旧市镇、城区）包括：欧龙、拉马农、马勒莫尔、塞纳斯、韦尔内格。
阿兰斯的时区为UTC+01:00、UTC+02:00（夏令时）。

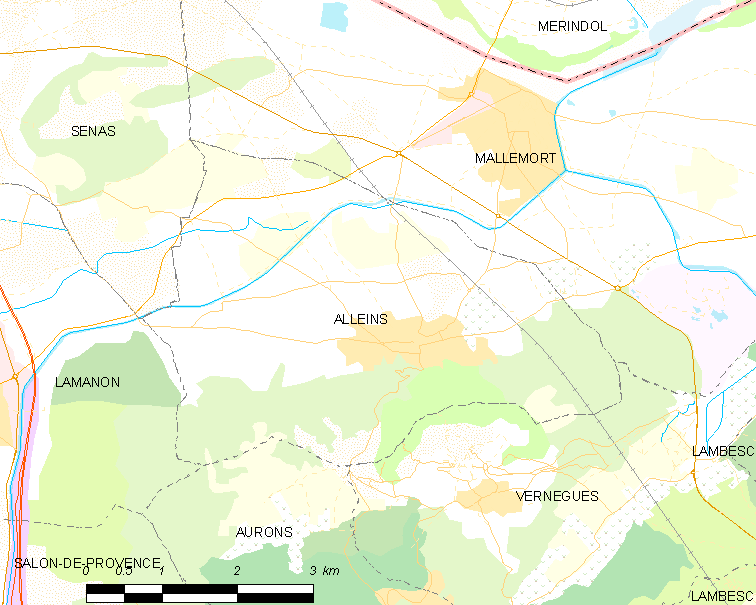
阿兰斯的OSM定位图

## 行政
阿兰斯的邮政编码为13980，INSEE市镇编码为13003。

## 政治
阿兰斯所属的省级选区为佩利萨讷县。

## 人口

1962-2008年间阿兰斯人口变化图示

阿兰斯于2022年1月1日时的人口数量为2833人。